# Pétur Sigurgeirsson

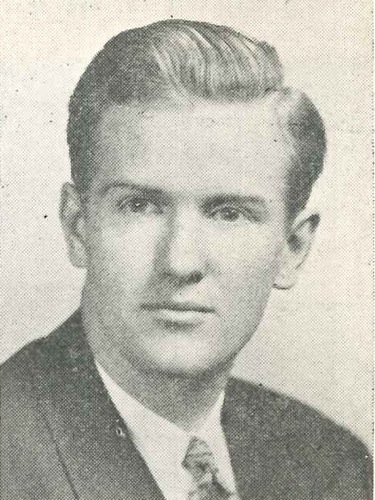
Pétur Sigurgeirsson

Pétur Sigurgeirsson (* 2. Juni 1919 in Ísafjörður, Island; † 4. Juni 2010 in Reykjavík) war ein isländischer evangelisch-lutherischer Theologe und Schriftsteller. Von 1981 bis 1989 war er Bischof von Island.

## Leben
Pétur Sigurgeirsson wuchs als ältestes von vier Geschwistern im äußersten Nordwesten Islands auf. Sein Vater war der Pfarrer und Propst von Ísafjörður, Sigurgeir Sigurðsson, der 1939 zum Bischof von Island ernannt wurde. Pétur legte 1940 an der Menntaskólinn in Reykjavík sein Abitur ab und nahm kurz danach an der Universität Island ein Theologiestudium auf, das er 1944 abschloss. Noch im selben Jahr erwarb er auch am Lutherisch-Theologischen Seminar in Philadelphia einen Master-Grad. Anschließend studierte er Journalismus, Anglistik und Biblische Theologie an der Stanford University. 
Nach seiner Rückkehr nach Island wirkte er ab 1948 als Pfarrer von Akureyri. 1969 wurde Pétur evangelisch-lutherischer Titularbischof im nordisländischen Hólar. Am 1. Oktober 1981 trat er als Nachfolger von Sigurbjörn Einarsson das Amt des Bischofs von Island an. Er stand der Isländischen Staatskirche bis 1989 vor.
Neben theologischen Arbeiten verfasste Pétur Kirchenlieder, das Kinderbuch Litli-Hárlokkur og fleiri sögur (1952) und ein Buch über die Insel Grímsey (1971). Seine Memoiren unter dem Titel Líf og trú (Leben und Glaube) erschienen 1997.   
Pétur war mit der Verwaltungsbeamtin Sólveig Ásgeirsdóttir (1926–2013) verheiratet. Das Paar hatte vier Kinder.